# 罗森·普列夫内利耶夫
罗森·阿塞诺夫·普列夫内利耶夫（1964年5月14日—），2012年1月以来担任保加利亚总统。他是在2011年10月选举的第二轮投票中当选为总统的。于2012年1月18日开始就任。

## 个人生活
普列夫内利耶夫已婚，有三个儿子：Philip，Asen，Paul。

## 政治生涯
普列夫内利耶夫曾于2009年7月27日到2011年9月9日担任地区发展部部长，2011年9月4日他被保加利亚欧洲发展公民党提名为总统候选人。随后，他在10月30日举行的第二轮总统选举中赢得52.58%多数票。击败保加利亚社会党候选人伊瓦伊洛·卡尔芬(Ivaylo Kalfin)当选为总统。